# Mark Linkous
Mark Linkous (9. září 1962 Arlington, Virginie, USA – 6. března 2010 Knoxville, Tennessee, USA) byl americký zpěvák, kytarista a hudební skladatel. Od roku 1995 až do své smrti vedl skupinu Sparklehorse. Mimo tuto skupinu hrál například s Tomem Waitsem, Danger Mousem, PJ Harvey a dalšími. V roce 2010 spáchal sebevraždu.